# Drosera rosulata
Drosera rosulata este o specie de plante carnivore din genul Drosera, familia Droseraceae, ordinul Caryophyllales, descrisă de Johann Georg Christian Lehmann.
Este endemică în:
- Ashmore-Cartier Is..
- Western Australia.

Conform Catalogue of Life specia Drosera rosulata nu are subspecii cunoscute.